# Benthomangelia antonia
Benthomangelia antonia é uma espécie de gastrópode do gênero Benthomangelia, pertencente a família Mangeliidae.